# 伊莎贝尔陨石坑
伊莎贝尔陨石坑（Isabel）是位于月球正面雨海西南部的一座小撞击坑，其名称取自西班牙女性名，1979年被国际天文学联合会正式接受。

## 描述

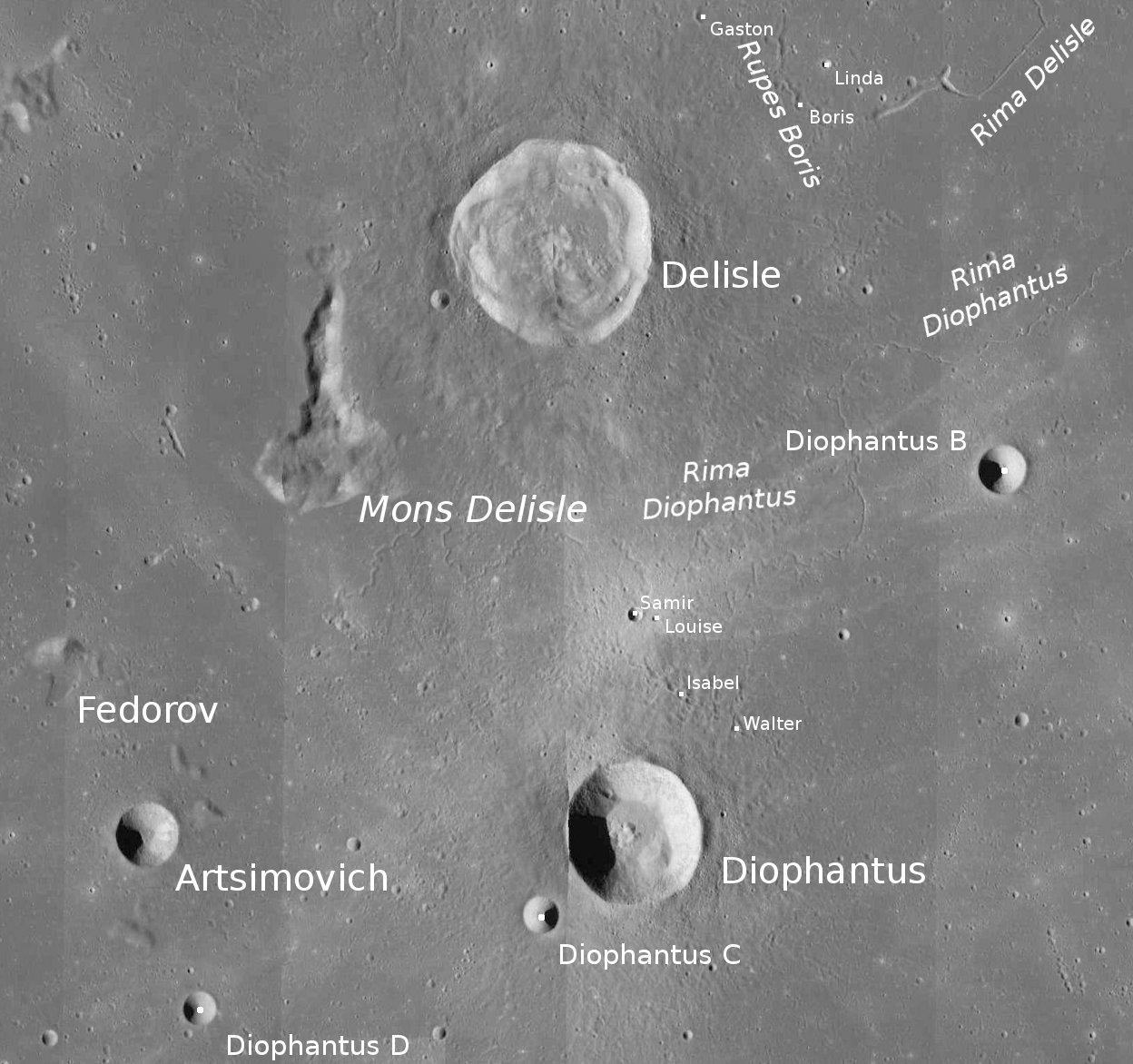
萨米尔陨石坑的周边，月球勘测轨道飞行器拍摄。

该陨坑位于南面毗邻较大丢番图陨石坑，西北偏北及西南分别靠近细小的路易丝、萨米尔和沃尔特，往西北稍远分布有丢番图月溪、德利尔山和德利尔陨石坑。
该陨坑中心月面坐标为28°11′N 34°04′W / 28.18°N 34.07°W，直径1.22公里，深约0.23公里。
伊莎贝尔陨石坑是一座地形不规则的浅坑，坑壁最大高出周边地形40米，内部容积约0.07立方千米。

该陨坑的名称原先只标注在第39B2S1号拍摄地图上，后来该图中的这些名字均被国际天文学联合会批准接受。